# Čovječja evolucijska genetika
Čovječja evolucijska genetika je znanstvena disciplina koja proučava razlike među ljudskim genomima, evolucijsku prošlost koja je dovela do tih razlika, i njene učinke u sadašnjosti. Razlike među genomima različitih ljudi imaju antropolške, medicinske i forenzičke implikacije i primjenu. Podaci o genetskom ustroju mogu dovesti do važnih spoznaja na području čovječje evolucije.

## Podrijetlo majmuna
Biolozi klasificiraju čovjeka, zajedno s nekoliko drugih vrsta, među velike čovjekolike majmune (vrste porodice Hominidae). Hominidae obuhvaćaju dvije različite vrste čimpanzi (bonobo, Pan paniscus, i obična čimpanza, Pan troglodytes), dvije vrste gorila (zapadni gorila, Gorilla gorilla, i istočni gorila, Gorilla graueri) i dvije vrste orangutana (bornejski orangutan, Pongo pygmaeus i sumatranski orangutan, Pongo abelii).
Majmuni pak pripadaju redu primata koji obuhvaća oko 400 vrsta. Podaci iz mitohondrijskog DNK (mtDNK) i jezgrenog DNK (nDNK) dokazuju da primati spadaju u nadred Euarchontoglires, zajedno s glodavcima, dvojezupcima, kožuškarima i tupajama. To je dodatno podržano prisutnošću kratkih razbacanih elemenata (eng.: short interspersed nuclear elements - SINEs) sličnih Alu sekvencijama DNK koje se mogu naći samo u pripadnika Euarchontoglires.

## Kladistika
Filogenetičko stablo kao ovo prikazano iznad najčešće se strukturira sekvenciranjem DNK ili proteina iz različitih populacija. Često se sekvencije iz mitohondrijskog DNK ili DNK iz kromosoma Y koriste u izučavanju demografija|demografije ljudi iz daleke prošlosti. Ovi izvori DNK pojedinačnog lokusa nikad ne rekombiniraju i gotovo uvijek bivaju naslijeđeni od jednog roditelja. Pojedinci različitih skupina unutar jednog kontinenta imaju tendenciju biti sličniji jedan drugome od pojedinaca iz različitih kontinenata. Korijen ovog filogenetičkog stabla je posljednji zajednički predak čimpanze i čovjeka, za kojeg se pretpostavlja da se razvio u Africi. Vodoravna udaljenost u gornjem dijagramu podudara se s dva podatka:
1. Genetska udaljenost. U donjem dijelu dijagrama vidljivo je da je genetska razlika između ljudi i čimpanza manja od 2%,[4] ili 20 puta veća od one između modernih ljudi.
2. Vremenska udaljenost od posljednjeg zajedničkog pretka. Gruba procjena vemenske udaljenosti u milijunima godina prikazana je iznad samog dijagrama. Mitohondrijski posljednji zajednički predak svih modernih ljudi živio je otprilike pred 200 000 godina,[5] dok je zajednički predak ljudi i čimpanza živio pred četiri do sedam milijuna godina.

Čimpanze i čovjek spadaju u različite rodove, prikazane crvenom bojom. Formiranje vrsta i podvrsta je također prikazano, dok je formiranje rasa prikazano zelenim pravokutnikom na desnoj strani (prikazan je vrlo pojednostavljena čovječja filogenija). Okomite udaljenosti nemaju značenje u ovom dijagramu.

## Specijacija čovjeka i afričkih majmuna
Odvajanje evolutivne linije čovjeka od afričkih čovjekolikih majmuna (čimpanza i gorila) bilo je predmetom proučavanja više od stotinu godina. Znanstvenici su pokušali naći odgovor na pet ključnih pitanja:
- Koja je suvremena vrsta majmuna evolucijski najbliža čovjeku?
- Kada se zbilo odvajanje evolucijskih linija čovjeka i njemu najbližih majmuna?
- Kolika je bila veličina populacije posljednjeg zajedničkog pretka prije odvajanja?
- Da li postoje tragovi populacijskih struktura (subpopulacija) prije specijacije ili ponovnog djelomičnog križanja nakon nje?
- Koji su događaji specifični (npr. fuzija kromosoma 2a i 2b) za odvajanje ovih dviju vrsta?

### Opća zapažanja
Kao što je prije spomenuto, različiti dijelovi genoma sadrže različiti tip divergencije u sekvencijama između različitih vrsta čovjekolikih majmuna. Dokazano je i da divergencija u različitim sekvencijama između čovjeka i čimpanze uvelike varira. Promotrena divergencija u sekvenciji nekodirajućih i neponavljajućih genomskih regija u DNK čovjeka i čimpanze može varirati od 0% do 2.66%. Osim toga, genetička stabla, stvorena komparativnom analizom segmenata DNK, ne podudaraju se uvijek sa stablom vrsta. Ukratko:
- Postoji velika varijacija u divergenciji sekvenci DNK između čovjeka, čimpanzi i gorila.
- Prema većini sekvenci DNK, čovjek i čimpanza su najbliži srodnici.
- U potpunosti je sekvenciran i čovječji genom i čenom čimpanze. Čovječji kariotip sadrži 23 para kromosoma, dok ih kariotipi čimpanzi, gorila i orangutana sadrže 24. Čovječji kromosom 2 je rezultat fuzije dvaju kromosoma, 2a i 2b koji su ostali odvojeni kod ostalih primata.[7]

### Vrijeme razdvajanja
Vrijeme razdvajanja čovjeka od ostalih čovjekolikih majmuna budi veliki interes u znanstvenog zajednici i šire. Jedna od prvih studija molekularne biologije u tom smjeru, objavljena 1967., izmjerila je imunološku udaljenost (eng.: immunological distance - ID) između različitih vrsta primata. Ova je studija izmjerila snagu imunološkog odgovora koju antigen jedne vrste (npr. čovječji albumin) izazove kontaktom s imunološkim sustavom druge vrste (čovjek, čimpanza, gorila i Majmuni Starog svijeta). Srodnije bi vrste trebale imati sličnije antigene i stoga slabiji imunološki odgovor na testirane antigene. Imunološki odgovor vrste na svoje vlastite antigene (npr. čovjekov antigen u kontaktu s čovjekovim imunološkim sustavom) bodovan je ocjenom 1.
Izmjereni imunološki odgovor između čovjeka i gorila bio je 1.09, a između čovjeka i čimpanze 1.14. Jačina imunološkog odgovora između čovjeka i šest različitih majmuna Starog svijeta bila je u prosjeku 2.46, dokazujući da su afrički čovjekoliki majmuni bliži čovjeku nego drugim majmunima. Autori su procijenili da je se divergencija u vrstama majmuna Starog svijeta i čovjekolikh majmuna zbila prije oko 30 milijuna godina, uzevši u obzir i fosilne nalaze i pod pretpostavkom da imunološka udaljenost raste ravnomjernim tempom kroz vrijeme. Istom studijom su došli do zaključka da se divergencoja između čovjeka i čovjekolikih majmuna desila zbila prije oko 5 milijuna godina, što je bio vrlo iznenađujući rezultat. Većina znanstvenika onog doba smatrala je da se odvajanje čovjeka od predaka sadašnjih čovjekolikh majmuna zbilo puno ranije (prije oko 15 milijuna godina).
U smislu imunološkog odgovora, gorila je bliži čovjeku od čimpanze, ali razlika je toliko mala da se ovo ne mođe sa sigurnošću potvrditi. Kasnije studije molekularne genetike u stanju su razriješiti ovo pitanje, čimpanze su filogenetički bliže čovjeku od gorila. Međutim, procijenjeno vrijeme divergencije u kasnijim radovima (korištenjem sofisticiranijih metoda molekularne genetike) bitno se ne razlikuje od prvobitne procjene iz 1967., ali jedna recentna studija iz 2014. procijenjuje vrijeme divergencije na 11 do 14 milijuna godina prije današnjice.

### Vrijeme razdvajanja i efektivna veličina drevne populacije
Suvremene metode određivanja vremena divergencije koriste uspoređivanje sekvenci DNK kao molekularni sat. Molekularni satovi su obično kalibrirani pretpostavljajući da je vrijeme odvajanja evolucijske linije orangutana od od drugih čovjekolikih majmuna (uključivši čovjeka) oko 12 do 16 milijuna godina. Neka istraživanja uključuju i neke vrste majmuna starog svijeta s vremenom divergencije od hominoida od 25 do 30 milijuna godina, proširujući tako raspon analize. Oba se načina kalibriranja temelje na vrlo malo fosilnih dokaza, pa su stoga bila izvrgnuta kritikama.
Ako se ovi podaci promijene, procijenjena vremena divergencije od podataka molekularnih analiza će se posljedično promijeniti. Međutim, relativno vrijeme divergencije se ne mijenja. Iako se ne može točno odrediti apsolutno vrijeme divergencije među vrstama, može se sa sigurnošću odrediti da je vrijeme divergencije između čimpanze i čovjeka šest puta kraće od onog između čimpanze i ostalih majmuna.
Jedno je istraživanje (Takahata et al., 1995.) analiziralo 15 sekvenci DNK iz različitih djelova genoma čimpanzi i čovjeka i 7 sekvenci DNK od čovjeka, čimpanze i gorile. Otkrili su da su čimpanze genetski srodnije čovjeku od gorila. Koristeći različite statističke metode, procijenili su da se divergencija između čovjeka i čimpanze zbila pred 4,7 milijuna godina, dok je vrijeme divergencije između čovjeka i gorile oko 7,2 milijuna godina.
Osim toga, ovaj je istraživački tim procijenio efektivnu dimenziju populacije zajedničkog pretka čimpanze i čovjeka na oko 100 000 jedinki. To je donekle iznenađujuće s obzirom na to da je efektivna dimenzija populacije modernog čovjeka procijenjena na oko 10 000 jedinki. Ako je to točno, to bi značilo da je čovjekova evolucijska linija doživjela veliko smanjenje svoje efektivne dimenzije populacije, prošavši tako kroz genetsko usko grlo tijekom svog evolucijskog puta. Hipotizira se da je naglo smanjenje populacije možda uzrokovano katastrofalnom erupcijom supervulkana Tobe.
U jednoj sličnoj studiji (Chen & Li, 2001.) sekvencirana su 53 neponavljajuća, međugenska segmenta DNK čovjeka, čimpanze, gorile i orangutana. Kada su se sekvencije DNK spojile u jednu jedinu dugu sekvenciju metodom "neighbor-joining", generirale su evolucijsko stablo koje se u potpunosti podudaralo s kladom Homo-Pan(što dokazuje da su čovjek i čimpanza najsrodnije vrste). Iako su tri vrste u bliskom srodstvu (kao što je slučaj s gorilom, čimpanzom i čovjekom), genetska stabla dobivena iz sekvenci DNK ne moraju se u potpunosti podudarati sa stablom vrsta (specijacijom).
Što je kraće vremensko razdoblje (TIN) između dvaju čvorova, to se stabla manje podudaraju. Efektivna dimenzija populacije (Ne) između dvaju čvorova određuje koliko se dugo genetska linija očuvala u samoj populaciji. Što je veća efektivna dimenzija populacije, to se genetska stabla manje podudaraju. Stoga, ako je vremensko razdoblje između dvaju čvorova poznato, moguće je izračunati efektivnu dimenziju populacije zajedničkog pretka čimpanze i čovjeka.
Ako se svaki segment individualno analizira, 31 segment podržava kladu Homo-Pan, 10 podrzava kladu Homo-Gorilla, i 12 podržava kladu Pan-Gorilla. Koristeći molekularni sat, autori su procijenili da su se gorile prve odvojile od zajedničke evolucijske linije prije 6,2 do 8,4 milijuna godina, a čimpanze i ljudi su se odvojili oko 1,6-2,2 milijuna godina kasnije (vremensko razdoblje između dva čvora), prije oko 4,6 - 6,2 milijuna godina. Određivanje vremenskog razdoblja između dva čvora je korisno za procjenu drevne efektivne dimenzije populacije zajedničkog pretka čovjeka i čimpanze.
Uzevši u obzir najjednostavniju interpretaciju podataka, 24 istražena genska lokusa podržavaju kladu Homo-Pan, 7 podržavaju kladu Homo-Gorilla, 2 podržavaju kladu Pan-Gorilla, a 20 nisu dala nikakav odgovor. Povrh toga, spomenuti su znanstvenici analizirali i 35 kodirajuća lokusa iz baza genetičkih baza podataka. Od ovih lokusa, 12 je podržalo kladu Homo-Pan, 3 kladu Homo-Gorilla, 4 kladu Pan-Gorilla i 16 nisu dala nikakav odgovor. Stoga samo oko 70% od analizirana 52 lokusa podržavaju srodstvo među vrstama (33 međugenska i 19 kodirajuća) koje se podudara sa stablom vrsta. Od onih lokusa koji ne podržavaju stablo vrsta i od vremenskog razdoblja između dva čvora, procijenjena je efektivna dimenzija populacije zajedničkog pretka čimpanze i čovjeka koja iznosi od 52 000 do 96 000. Ova vrijednost nije tako visoka kao u prvobitnoj studiji Takahate i suradnika, ali još uvijek puno veća od efektivne dimenzije populacije sadašnjih ljudi.
Treća studija (Yang, 2002.) koristila je jednake podatke kao i studija Chena i Lija, ali je koristila različitu statističku metodu i došla do rezultata efektivne dimenzije populacije od samo 12 000 do 21 000.

## Genetske razlike između ljudi i velikih čovjekolikih majmuna
Analogne nukleotidne sekvencije unutar genoma čimpanze i čovjeka razlikuju se za oko 35 milijuna nukleotidnih supstitucija. Osim toga, oko 3% genoma razlikuje se zbog delecija, insercija i duplikacija.
Pošto je stopa mutacija relativno ravnomjerno raspoređena u vremenu, otprilike polovica ovih promjena zbila se u čovjekovoj evolucijskoj liniji. Samo vrlo mali dio ovih genomskih promjena zbio se među različitim fenotipovima čovjeka i čimpanze i njihovo otkriće predstavlja veliki izazov.
Molekularna evolucija može djelovati na različite načine, kroz modifikacije proteina, gubitak gena, modifikacijama u reguliranju genske ekspresije i kroz evoluciju RNK. Svi su ovi mehanizmi imali određenu ulogu u evoluciji čovjeka.

### Gubitak gena
Mnoge mutacije mogu deaktivirati gen, ali vrlo malo njih može na specifičan način promijeniti njegovu funkciju. Inaktivacijske mutacije će stoga prije biti pod pritiskom prirodnog odabira. Gubitak gena je česti mehanizam evolucijske prilagodbe (hipoteza "manje je više").
Od trenutka odvajanja čovječje evolucijske linije u odnosu na onu čimpanzinu, došlo je do potpunog gubitka oko 80 gena, od kojih su 36 kodificirali za receptore mirisa. Došlo je do hiperekspresije gena koji imaju ulogu povezivanja kemorecepcije i imunosnog odgovora. Druga znanstvena studija procjenjuje gubitak na 86 gena.

#### Gen keratina kose KRTHAP1
Jedan od gena koji kodira za tip I keratina kose izgubio se kod čovjeka. Različite vrste keratina su glavna komponenta kose. Čovjek još uvijek ima devet aktivnih gena za tip I keratina, ali gubitak ovog gena vjerojatno je prouzročio smanjenje pokrivenosti ljudskog tijela dlakom. Ovaj se gubitak gena zbio relativno nedavno u procesu čovječje evolucije, pred manje od 240 000 godina.

#### Gen miozina MYH16
Stedman et al. (2004.) tvrde da je gubitak gena sarkomerskog miozina MYH16 u čovječjoj evolucijskoj liniji imalo za posljedicu manje razvijene mišiće za žvakanje. Procijenili su da se mutacija (delecija dvaju nukleotida) koja je uzrokovala inaktivaciju zbila pred oko 2,4 milijuna godina prije pojave Homo ergaster/erectus u Africi. Slijeće je razdoblje okarakterizirano izrazitim razvojem moždanog volumena, što je dovelo do špekulacija da je gubitak ovog gena uklonio evolucijsku kočnicu povećanju volumena moza kod roda Homo.
U jednom drugom znanstvenom radu procjenjuje se da se gubitak gena MYH16 zbio pred 5,3 milijuna godina, puno prije pojave roda Homo.

#### Ostalo
Spekulira se da je gubitak gena cisteinil aspartat dehidrogenaze ili kaspaze 12 smanjio smrtnost bakterijskih infekcija u čovjeka.

### Dodavanje gena
Segmentalna duplikacija je kao mehanizam vjerojatno imala ulogu u stvaranju novih gena i oblikovanju čovječjih genetskih razlika u odnosu na druge primate.

### Selekcijski pritisak
Dijelovi čovječjeg genoma imenovani "Human accelerated regions" su zone genoma koje se posebno razlikuju između čovjeka i čimpanze, u većoj mjeri od one koja bi se mogla objasniti genetskim otklonom od vremena kad su ove dvije vrste dijelile zajedničkog pretka. Postoje naznake da su ova područja genoma bila podložna jakom prirodnom odabiru, što je dovelo do evolucijskog razvoja tipičnih čovječjih karakteristika. Dva karakteristična primjera su gen HAR1F, za kojeg se pretpostavlja da je povezan s razvojem mozga i HACNS1 koji je mogao imati važnu ulogu u razvoju šake.
Postoje hipoteze da se veći dio razlika između čovjeka i čimpanze više može pripisati regulaciji genske ekspresije nego razlikama u samim genima. Analiza očuvanih nekodirajućih sekvencija, koje često sadrže funkcionalne regulacijske regije podložna pozitivnom odabiru ukazuje na tu mogućnost.

## Genetske razlike između modernih ljudi i neandertalaca
U svibnju 2010. godine međunarodna je grupa znanstvenika okončala sekvenciranje genoma neandertalca. Rezultati otkrivaju određenu mjeru križanja između modernih ljudi (Homo sapiens) i neandertalaca (Homo neanderthalensis), pošto je 1-4% genoma ljudi koji ne vuku podrijetlo iz Afrike identično genomu neandertalca u odnosu na genom ljudi iz Subsaharske Afrike. Neandertalci i većina modernih ljudi nose varijantu gena za laktazu koja nije u mogućnosti razgraditi laktozu u mlijeku nakon prestanka dojenja. Moderni ljudi i neandertalci nose varijantu gena FOXP2 povezanu s razvojem mozga i sposobnošću govora, ukazujući na mogućnost govora kod neandertalaca. U odnosu na modernog čovjeka i neandertalca, protein FOXP2 u čimpanze razlikuje se za dvije aminokiseline.

## Divergencija u sekvenciji DNK između ljudi i majmuna
Godine 2005. objavljena je prva inačica sekvenciranog genoma čimpanze (Pan troglodytes). Sekvencirano je i sastavljeno oko 2400 milijuna nukleotida (od ukupnih 3160 milijuna) što je bilo dovoljno da se pokrene analiza detaljnog uspoređivanja s čovječjim genomom. U poznatom dijelu genoma dviju vrsta otkriveno je 1.23% razlika uzrokovanih supstitucijom jednog nukleotida, od čega 1.06% i manje predstavlja stalne razlike između dviju vrsta, dok je ostalo varijabilno i u čovjeka i u čimpanze. Drugi tip razlika su insercije i delecije genskog materijala i one predstavljaju samo 15% svih razlika između dviju vrsta, ali nose oko 1,5% dodatnih razlika u svakom od genoma, pošto jedna insercija ili delecija može promijeniti i milijune nukleotida.
Drugi simultano objavljeni znanstveni rad analizirao je segmentalne duplikacije u oba genoma, čije insercije i delecije nose najveću težinu u genomu. Otkriveno je da je oko 2.7% ukupne sekvencije eukromatina diferencijalno duplicirano u jedoj ili drugoj vrsti.
| lokus                     | čovjek-čimpanza | čovjek-gorila | čovjek-orangutan |
| ------------------------- | --------------- | ------------- | ---------------- |
| Alu elementi              | 2               | -             | -                |
| nekodirajući (kromosom Y) | 1.68 ± 0.19     | 2.33 ± 0.2    | 5.63 ± 0.35      |
| pseudogeni (autosomski)   | 1.64 ± 0.10     | 1.87 ± 0.11   | -                |
| pseudogeni (kromosom X)   | 1.47 ± 0.17     | -             | -                |
| nekodirajući (autosomski) | 1.24 ± 0.07     | 1.62 ± 0.08   | 3.08 ± 0.11      |
| geni (Ks)                 | 1.11            | 1.48          | 2.98             |
| introni                   | 0.93 ± 0.08     | 1.23 ± 0.09   | -                |
| Xq13.3                    | 0.92 ± 0.10     | 1.42 ± 0.12   | 3.00 ± 0.18      |
| ukupno za kromosom X      | 1.16 ± 0.07     | 1.47 ± 0.08   | -                |
| geni (Ka)                 | 0.8             | 0.93          | 1.96             |

Divergencija u sekvenciji slijedi sljedeće pravilo: čovjek-čimpanza < čovjek-gorila << čovjek-orangutan, ističući tako blisko srodstvo čovjeka i afričkih čovjekolikih majmuna. Alu sekvencije se uvelike razlikuju, zbog velike učestalosti CpG dinukleoida koje sadrže, a koji pak mutiraju deset puta češće od prosjećne sekvenvcije nukleotida u genomu. Stopa mutacije je veća u muškoj germinativnoj liniji, stoga je divergencija u kromosomu Y koji se nasljeđuje samo po očevoj liniji, viša nego kod autosoma. Kromosom X se nasljeđuje dvostruko češće po ženskoj germinativnoj liniji nego po muškoj, stoga ima nešto nižu divergenciju usekvenciji. Divergencij u sekvenciji regije Xq13.3 je iznenađujuće mala između čovjeka i čimpanze.
Mutacije koje mijenjaju sekvenciju aminokiselina u proteinima (Ka) su najrijeđe. Oko 29% svih ortolognih proteina su potpuno identični kod čovjeka i kod čimpanze. Tipični se protein u prosjeku razlikuje za dvije aminokiseline između dviju vrsta.
Mjerenje divergencije sekvenci prikazano u gornjoj tablici uzima u obzir samo razlike dobivene substitucijom, npr. od A (adenin) u G (guanin). Sekvencije DNK mogu se, međutim, i razlikovati i isercijom i delecijom nukleotida. Ove se mutacije u pravilu uklanjaju iz usporedbe prije nego što se izvede računanje divergencije u sekvencijama.

## Moderni čovjek
Mnogi molekularni biolozi došli su do značajnih otkrića za čovječju evoluciju proučavajući mitohondrijski DNK (mtDNK).

### Starost zajedničkog pretka
Odredivši stopu pojave novih mutacija u mtDNA, moguće je odrediti starost posljednjeg zajedničkog pretka: "Razlika između svih postojećih tipova mtDNK koji se vežu na posljednji zajednički mtDNK (tip a) iznosi u prosjeku 0.57%. Pretpostavivši da je stopa mutacije oko 2%-4% u milijun godina, može se zsaključiti da je zajednički predak svih postojećih tipova DNK živio prije oko 140 000 do 290 000 godina."
Ovo je čvrst dokaz, a ovaj zajednički predak po ženskoj liniji (ili mitohondrijski posljednji zajednički predak) svih živih ljudi nazvan je mitohondrijskom Evom. Činjenica da je mitohondrijska Eva izravni predak svih živih ljudi po ženskoj liniji ne znači da je ona bila prvi anatomski moderni čovjek, niti da druge ženske jedinke modernih ljudi nisu simultano s njom živjele. Druge ženske jednike živjele su u isto vrijeme i prenijele genetsku informaciju u jezgrenom genomu na potomke, ali njihov je mitohondrijski DNK s vremenom izgubljen. To se moglo desiti pukim slučajem kao npr. rađanjem samo muške djece.

### Afričko podrijetlo modernog čovjeka
Postoje dokazi da mtDNK modernih ljudi ima afričko podrijetlo: "Zaključujemo na temelju genetičkog stabla najmanje veličine....da je Afrika izvor čovječjeg mitohondrijskog genskog fonda. Ovaj zaključak proizlazi iz opažanja da jedna od dvije najvažnije grane genetičkog stabla vodi izravno prema afričkim mtDNK...dok druga grana također vodi do afričkog mtDNK... Postulirajući da je zajednički drevni mtDNK afričkog podrijetla, minimiziramo broj potrebnih interkontinentalnih migracija potrebnih za objašnjenje trenutne geografske distirbucije tipova mtDNK."
Opširna studija afričke genske različitosti koju je vodila Sarah Tishkoff otkrila je da pripadnici naroda San imaju najveću gensku različitost od svih 113 analiziranih afričkih populacija, što ih čini jednom od 14 "drevnih populacijskih skupina". Istraživanje je odredilo da je izvor ranih migracija modernih ljudi Jugozapadna Afrika, u blizini obalnog pojasa između Namibije i Angole.

### Otkrića na kromosomu Y
Kromosom Y je puno veći od mtDNK i relativno je homogen, stoga je trebalo više vremena za otkrivanje različitih genetskih linija i njihovu analizu.  S druge strane, pošto je kromosom Y u usporedbi veći, sadrži i više genetskih informacija. Studije na kromosomu Y donijele su do sličnih otkrića kao i ona na mtDNK. Procjena starosti zajedničkog drevnog kromosoma Y svih postojećih kromosoma Y je oko 70 000 godina i također vuče podrijetlo iz Afrike. Jedinka koja je nosila ovu genetsku informaciju na kromosomu Y naziva se Y kromosomski Adam. Razlika u vremenu u postojanju Y kromosomskog Adama i mitohondrijske Eve objašnjeno je većom stopom izumiranja za Y kromosom kao kao posljedicu različitog uspjeha u razmnožavanju između pojedinih muških jedinki, što znači da mali broj izuzetno uspješnih muškaraca u reproduktivnom smislu može imati mnogo djece, dok će veliki broj manje uspješnih muškaraca imati puno manje djece.
Na nedavnom kongresu Američkog društva humane genetike, Melissa Wilson Sayres iz Sveučilišta Berkeley u Kaliforniji prezentirala je studiju da u kojoj je dovela u pitanje da su ljudi imali više ženskih predaka od muških. Iako ne negira činjenicu da je manji broj muškaraca povijesno imao veći uspjeh u prijenosu genetske informacije od žena, poligamni sustav reprodukcije ne može objasniti veliku uniformnost kromosoma Y. Prema riječima Melisse Sayres:  "Prethodni istraživači su predlagali da je omjer parenja bio četiri ženke na jednog mužjaka. Naša su istraživanja pokazala da je omjer bio bliži četvorici ženki na tri mužjaka".

## Unutarnje poveznice
- Evolucija čovjeka
- Homininae